# The Americans
The Americans (Brasil: Os Americanos ) é uma série de televisão norte-americana criada por Joe Weisberg, um ex-agente da CIA. Iniciou-se em 30 de Janeiro de 2013 no canal FX.
A série tem como cenário a Guerra Fria na década de 1980, e conta a história de Elizabeth (Keri Russell) e Philip Jennings (Matthew Rhys), dois agentes soviéticos da KGB que se fazem passar por um casal americano a viver nos subúrbios de Washington D.C. Tanto os seus filhos (Holly Taylor e Keidrich Sellati) como o vizinho Stan Beeman (Noah Emmerich), que trabalha na secção de contra-espionagem do FBI, desconhecem a sua verdadeira identidade.
The Americans foca-se na vida pessoal e profissional dos Jennings, por vezes incorporando eventos da vida real na narrativa. O criador já descreveu a série como sendo sobre o casamento. Ao longo da sua exibição, The Americans recebeu aclamação da crítica, com muitas publicações e críticos a considerá-la como um dos melhores programas na televisão do século XXI.
A 31 de Março de 2015, a FX renovou a série para uma quarta temporada de 13 episódios que estreou em 16 de março de 2016. Ao contrário dos anos anteriores, pela primeira vez a série foi indicada ao prêmio Emmy, em 5 categorias, incluindo Melhor Série de Drama, Melhor Ator e Melhor Atriz. Também ganhou um Globo de Ouro como série dramática por sua última temporada. 

## Sinopse
Dois espiões da KGB se fazem passar por um casal americano vivendo nos subúrbios de Washington. Tentando manter seus disfarces, à medida que o tempo passa Phillip (Matthew Rhys, de Brothers & Sisters) e Elizabeth (Keri Russell, de Felicity) começam a adotar uma postura cada vez mais de casal que de espiões. Atendendo às exigências de seu governo, eles têm como missão controlar a rede de informações entre os espiões que operam no país. Enquanto isso, os filhos do casal, sem desconfiarem da verdadeira identidade dos pais, vivem como dois típicos pré-adolescentes americanos. No elenco também está Noah Emmerich, que interpreta o vizinho de Phillip e Elizabeth, um agente do FBI que começa a suspeitar da atitude do casal.

## Elenco

### Principal
- Keri Russell como Elizabeth Jennings (em russo: Nadezhda)
- Matthew Rhys como Phillip Jennings (em russo: Mischa)
- Maximiliano Hernández como Agente do FBI Chris Amador
- Holly Taylor como Paige Jennings
- Keidrich Sellati como Henry Jennings
- Noah Emmerich como Agente do FBI Stan Beeman

### Secundário
- Margo Martindale como Claudia, a supervisora dos Jennings na KGB.
- Richard Thomas como um supervisor do FBI.

## Episódios
| Temporada | Temporada | Episódios | Exibição original       | Exibição original   |
| Temporada | Temporada | Episódios | Estreia da temporada    | Final da temporada  |
| --------- | --------- | --------- | ----------------------- | ------------------- |
|           | 1         | 13        | 30 de janeiro de 2013   | 1 de maio de 2013   |
|           | 2         | 13        | 26 de fevereiro de 2014 | 21 de maio de 2014  |
|           | 3         | 13        | 28 de janeiro de 2015   | 22 de abril de 2015 |
|           | 4         | 13        | 16 de março de 2016     | 8 de junho de 2016  |
|           | 5         | 13        | 7 de março de 2017      | 30 de maio de 2017  |
|           | 6         | 10        | 28 de março de 2018     | 30 de maio de 2018  |

## Recepção
A recepção da série foi positiva. No Metacritic, a série recebeu "críticas geralmente favoráveis" com uma nota de 77 de 100, baseada em 35 revisões. Muitos críticos elogiaram o enredo e o desempenho dos diretores. Rob Brunner, da Entertainment Weekly descreveu a série como "um thriller de espionagem absorvente" enquanto Verne Gay da Newsday chamou-lhe de "um recém-chegado inteligente com um par de produtores que transforma The Americans em um provável vencedor" e lhe deu uma nota A-.
Gail Pennington, crítico de televisão da St. Louis Post-Dispatch deu a The Americans uma classificação de 3 de 4 estrelas. Em sua análise no episódio de estreia, Pennington afirmou "The Americans não é apenas um drama de ação de tirar o fôlego; apresenta heróis que também são vilões e confronta os telespectadores com o mais profundo dilema moral da TV desde The Sopranos. Glenn Garvin, do The Miami Herald, disse sobre os personagens principais: "Se os russos tivessem estes agentes convincentes na Guerra Fria, poderia ter sido diferente".
Alguns críticos, contudo, não ficaram tão impressionados com a série. Kyle Smith, do New York Post considerou o episódio piloto como morno, dizendo: "The Americans no momento parece cair entre o metódico e o exagerado". Hank Stuever do The Washington Post criticou o ritmo da série observando que "The Americans luta para quebrar um certo código."